# Jacob Sieben
Jacob Sieben (Wijlre, 27 januari 1892 – Amsterdam, 20 april 1970) was een Nederlands militair en worstelaar. Hij worstelde wedstrijden in het Caraïbisch gebied, waaronder in Suriname waar hij van rond 1913 tot 1929 was gestationeerd.

## Biografie
Sieben was Nederlander en werkte in zijn tienerjaren tweeënhalf jaar in de Duitse Rijnstreek. In 1914 maakte hij deel uit van de Troepenmacht in Suriname.
In januari 1914 maakte hij naam met worstelen toen hij in enkele wedstrijden overeind bleef tegen de Zuid-Afrikaan La Boer. De wedstrijden bleven onbeslist. In 1915 worstelde hij tegen Frederik Geëerd in Thalia in Paramaribo. Ondertussen kwam hij verschillende malen in het nieuws vanwege openlijke geweldpleging en werd hij door de Krijgsraad veroordeeld voor een maand gevangenisstraf.
Sieben was een zwaargewicht en woog in deze tijd 106 tot 117 kg. In november 1917 kwam hij in Thalia opnieuw uit tegen de 30 kg lichtere Geëerd en won deze wedstrijd overtuigend. Later die maand gaf de commissaris van de politie geen toestemming voor vervolgwedstrijden  in Thalia. De oorzaak hiervan lag waarschijnlijk in ongeregeldheden die tijdens bokswedstrijden in Suriname waren voorgevallen, met name zes jaar eerder in de Sociable Hall.
Sieben werd in 1918 gediskwalificeerd in een duel tegen Clem Johnson uit Guyana, omdat hij tijdens de wedstrijd het zweet van zijn gezicht had geveegd. In een revanchewedstrijd twee dagen later won Sieben van Johnson. In januari 1920 reisde Sieben voor wedstrijden door West-Indië. In juni 1929 worstelde hij nog een wedstrijd tegen Fredy Riego van het Circus Urrutia die hij overtuigend won. Een maand later keerde hij terug met de boot naar Amsterdam.
Sieben was in 1921 in Suriname getrouwd en had zes kinderen, waarvan er twee jong overleden. Na zijn terugkomst in Nederland was hij werkzaam als portier.